# Sedum tuberculatum
Sedum tuberculatum är en fetbladsväxtart som beskrevs av Joseph Nelson Rose. Sedum tuberculatum ingår i Fetknoppssläktet som ingår i familjen fetbladsväxter. Inga underarter finns listade i Catalogue of Life.